# 曹元忠
曹 元忠（そう げんちゅう、生没年不詳）は、五代十国時代の曹氏帰義軍節度使の四代目である。曹議金の子で曹元徳・曹元深の弟になる。
- 後晋の開運3年（946年）2月庚申、皇帝石重貴は瓜州刺史の曹元忠を沙州留後にした[1]。
- 後漢の天福12年（947年）7月、皇帝劉知遠は帰義軍節度使の曹元忠に特進・検校太傅を授けた[2]。
- 後漢の乾祐2年（949年）5月、皇帝劉承祐は帰義軍節度使・特進・検校太傅の曹元忠に御史大夫を兼ねさせ、譙郡開国侯を授けた[3]。
- 後周の顕徳2年（955年）、後周の世宗柴栄は、沙州節度観察留後の曹元忠を帰義軍節度使とした[4]。五月戊子、沙州留後の曹元忠を沙州節度使・検校太尉・同平章事にした[5]。
- 北宋の建隆3年（962年）正月丙子、帰義軍節度使の曹元忠は宋の太祖に馬を献上した[6]。
- 開宝3年（970年）、曹元忠は官職が奉国保塞功臣・帰義軍節度使・特進・検校太師に至り、中書令を兼ね、西平王となった。

曹元忠は、帰義軍節度使の中で在位期間が一番長い。在任中、暦を編纂し、民に時を敬授した。軍鎮を設立し、土地を授けた。シルクロードの通行を保証し、文化交流を促進した。莫高窟を開削し、仏像を造り、経典を印刷させた。現在の敦煌文物の伝承と保護に大きな貢献をした。